# Kanton Bayonne-Ouest
Bayonne-Ouest is een voormalig kanton van het Franse departement Pyrénées-Atlantiques. Het kanton maakte deel uit van het arrondissement Bayonne. Het werd opgeheven bij decreet van 25 februari 2014, met uitwerking op 22 maart 2015.
Het kanton omvatte uitsluitend een deel van de gemeente Bayonne.